# Московский проспект (Воронеж)
Моско́вский проспе́кт — магистральная улица Воронежа. Является одной из самых длинных улиц в городе, протяжённость составляет около 11 км. Проспект начинается у виадука рядом с площадью Застава, проходит через весь Коминтерновский район и заканчивается на северной границе города, переходя в автодорогу А-134, которая является подъездной к федеральной трассе М4 «Дон». Одна из границ Центрального района.
Имеет 6 полос движения (по 3 в каждую сторону). На пересечении с улицей Хользунова расположена кольцевая транспортная развязка, в центре которой сооружена пирамида-памятник с надписью «Воронеж — город воинской славы».
Условно Московский проспект можно разделить на 2 части: южную (от площади Заставы до Хользунова) и северную (от Хользунова до границы города). Южная часть имеет, в основном, застройку советских времён. Транспортные потоки не разделены (за исключением небольшого участка у Центрального автовокзала). Северная часть застроена преимущественно новыми домами, транспортные потоки разделены газоном, имеются отбойники.

## История
Ранее от путепровода возле площади Застава на север продолжалась Плехановская улица, переходящая в Задонское шоссе. Со строительством Северного жилого района в 1975 году эта часть Плехановской улицы и Задонское шоссе были переименованы в Московский проспект.